# Hermann Lingnau (Leichtathlet)
Hermann Lingnau (* 22. Oktober 1936 in Kassel; † 16. August 2018 in Hochheim) war ein deutscher Leichtathlet.

## Karriere
Der 1,92 m große Hermann Lingnau begann seine sportliche Karriere in der Jugend beim KSV Hessen Kassel, bis 1956 gehörte er dem TK Hannover an. 1957 und 1958 startete er für Hannover 96, 1959 für TuS Rot-Weiß Koblenz und ab 1960 für FSV Frankfurt. Lingnau startete von 1955 bis 1961 in 42 Länderkämpfen für die deutsche Nationalmannschaft. Bei den Europameisterschaften 1958 belegte er mit 17,07 m den vierten Platz mit fünf Zentimetern Rückstand auf den drittplatzierten Jíři Skobla aus der Tschechoslowakei. 1959 gewann Lingnau mit 17,32 m den Titel bei der Universiade. 1960 konnte er sich zusammen mit Dietrich Urbach aus München und Fritz Kühl aus Ost-Berlin für die gesamtdeutsche Mannschaft bei den Olympischen Spielen qualifizieren. In Rom erreichte er den Vorkampf und belegte mit 16,98 m den zwölften Platz. Seine persönliche Bestleistung von 18,00 m erreichte Lingnau am 19. Juli 1961 in Stuttgart.
Nach der Saison 1961 beendete Lingnau seine Karriere. Der Diplom-Kaufmann war von 1972 bis 1978 Stadtkämmerer von Frankfurt am Main. Von 1979 bis 1987 war er Vorstandsmitglied der Kreditanstalt für Wiederaufbau und von 1979 bis 1982 war er Vorstandsmitglied der Deutschen Olympischen Gesellschaft.
Lingnaus Vater Alfred Lingnau war als Kugelstoßer, Diskuswerfer und Steinstoßer in den 1920er und 1930er Jahren vor allem in der Deutschen Turnerschaft erfolgreich.